# Zakon o varstvu osebnih podatkov Republike Slovenije
Zakon o varstvu usebnih podatkov (ZVOP) je slovenski zakon, ki podrobneje določa pravice, načela in ukrepe, s katerimi se preprečujejo nezakoniti in neupravičeni posegi v zasebnost posameznika, ki bi lahko nastali kot posledica uporabe in obdelave osebnih podatkov. Zakon je bil sprejet v Državnem zboru na seji 15. julija 2004, prvič pa je bil objavljen v Uradnem listu št. 86/2004. Kasneje je bil v letu 2007 ZVOP še dvakrat dopolnjen.